# Neoblepharella basalis
Neoblepharella basalis es un coleóptero de la familia Chrysomelidae.
Fue descrita científicamente por primera vez en 1862 por Baly.